# Charles Wiener

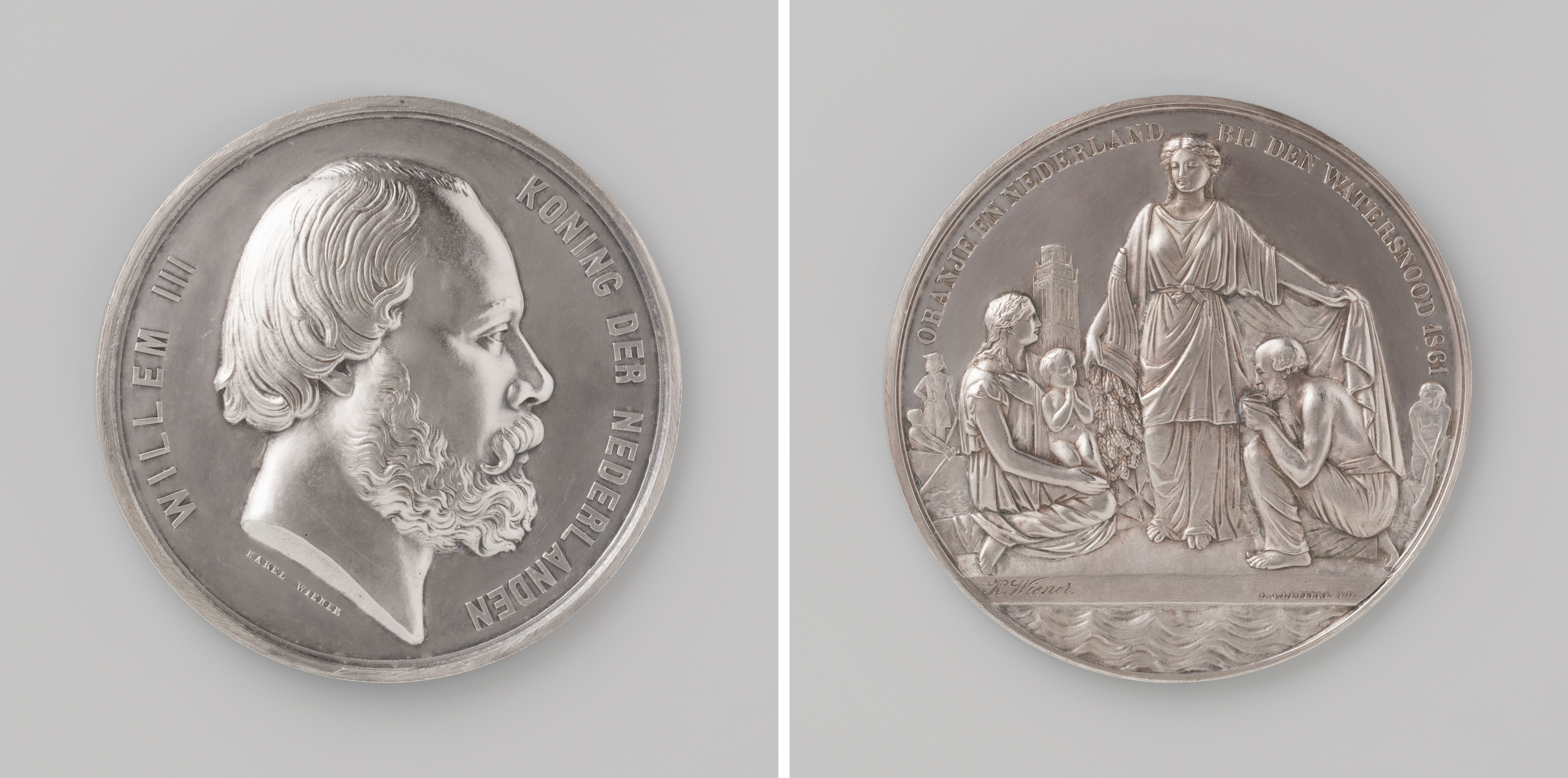
Willem III, koning der Nederlanden, wegens zijn ondersteuning bij de watersnoodramp (1861)

Karel (Charles) Wiener (Venlo, 25 maart 1832 - Brussel, 15 augustus 1888) was een Nederlands-Belgisch graveur en medailleur. Hij signeerde zijn werk als Karel Wiener, Charles Wiener, CW, Ch: Wiener en Karl Wiener.

## Leven en werk
Charles Wiener werd geboren in een Joodse familie, als zoon van de uit Duitsland afkomstige Marcus Wiener en Hanna Baruch. Net als zijn broers Jacob (Jacques) en Leopold Wiener had hij een artistieke aanleg, alle drie kwamen ze later in Brussel terecht. Van de drie broers Wiener, was Charles de beste portrettist. Charles Wiener werd opgeleid aan de Koninklijke Academie voor Schone Kunsten van Brussel (1844-1852), was een leerling van Eugène-André Oudiné en studeerde aan de Académie des Beaux-Arts te Parijs (1855). Hij vestigde zich in 1860 in Den Haag en ontwierp ter gelegenheid daarvan een gedenkpenning met het opschrift Hulde van een Kunstenaar aan zijn Koning en Vaderland. Het jaar erop werd hij door koning Willem III benoemd tot medailleur en beeldhouwer des konings. Wiener was enige tijd hulpgraveur bij de Munt in Londen (1862) en chef-graveur van de Munt in Lissabon (1864-1866) tot hij in 1867 terugkeerde naar Brussel.
Wiener ontwierp en vervaardigde meer dan 100 penningen en een aantal postzegels. Zijn werk werd meerdere malen bekroond en Wiener ontving onderscheidingen uit binnen- en buitenland.
Charles Wiener overleed in Brussel, op 56-jarige leeftijd. Zijn aan de Belgische staat nagelaten werk is opgenomen in de collectie van het Museum van de Nationale Bank van België. De Gebroeders Wienerstraat in Venlo werd naar hem en zijn broers vernoemd. 

## Enkele werken
- 1860: Huldepenning aan de nagedachtenis van E.W. van Dam van Isselt, oprichter van het korps Jagers van Van Dam
- 1861: penning ter gelegenheid van de ontmoeting tussen de koningen Leopold I van België en Willem III der Nederlanden in Luik. Samen met Leopold Wiener.
- 1861: gedenkpenning ter herinnering aan de watersnood
- 1863: gedenkpenning voor prins Albert (1819-1861), echtgenoot van koningin Victoria
- 1866: postzegels voor België met portret van koning Leopold I
- 1867: postzegels voor Portugal met portret van koning Lodewijk I
- 1869: penning ter gelegenheid van de afschaffing van het dagbladzegel in Nederland
- 1871: penning ter gelegenheid van de Vrede van Frankfurt
- 1885: penning ter gelegenheid van de Wereldtentoonstelling in Antwerpen

## Galerij

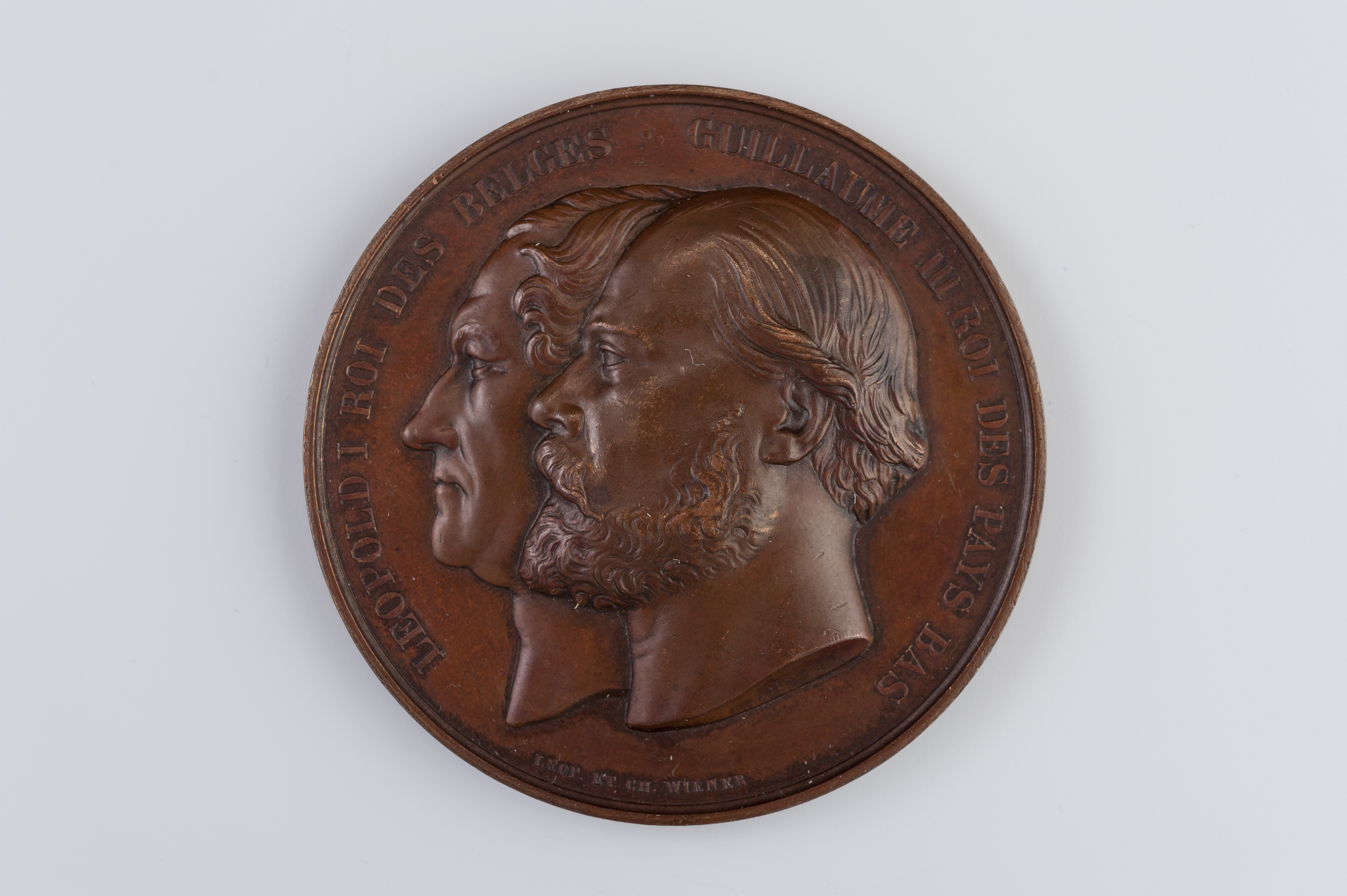
Souvenir de l'entrevue de Léopold Ier, roi des Belges, et de Guillaume III, roi des Pays-Bas (1861)
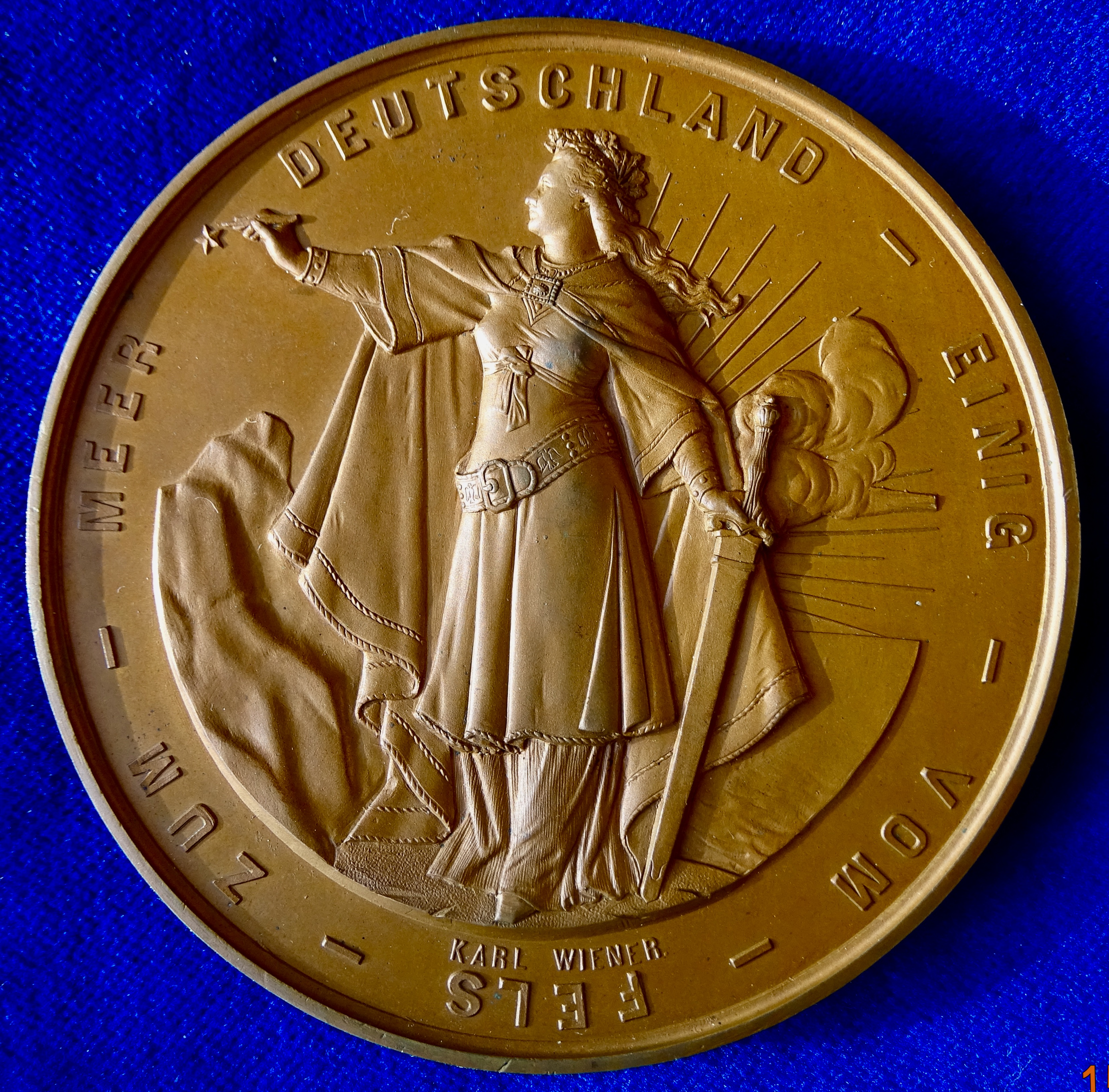
Vrede van Frankfurt (1871)
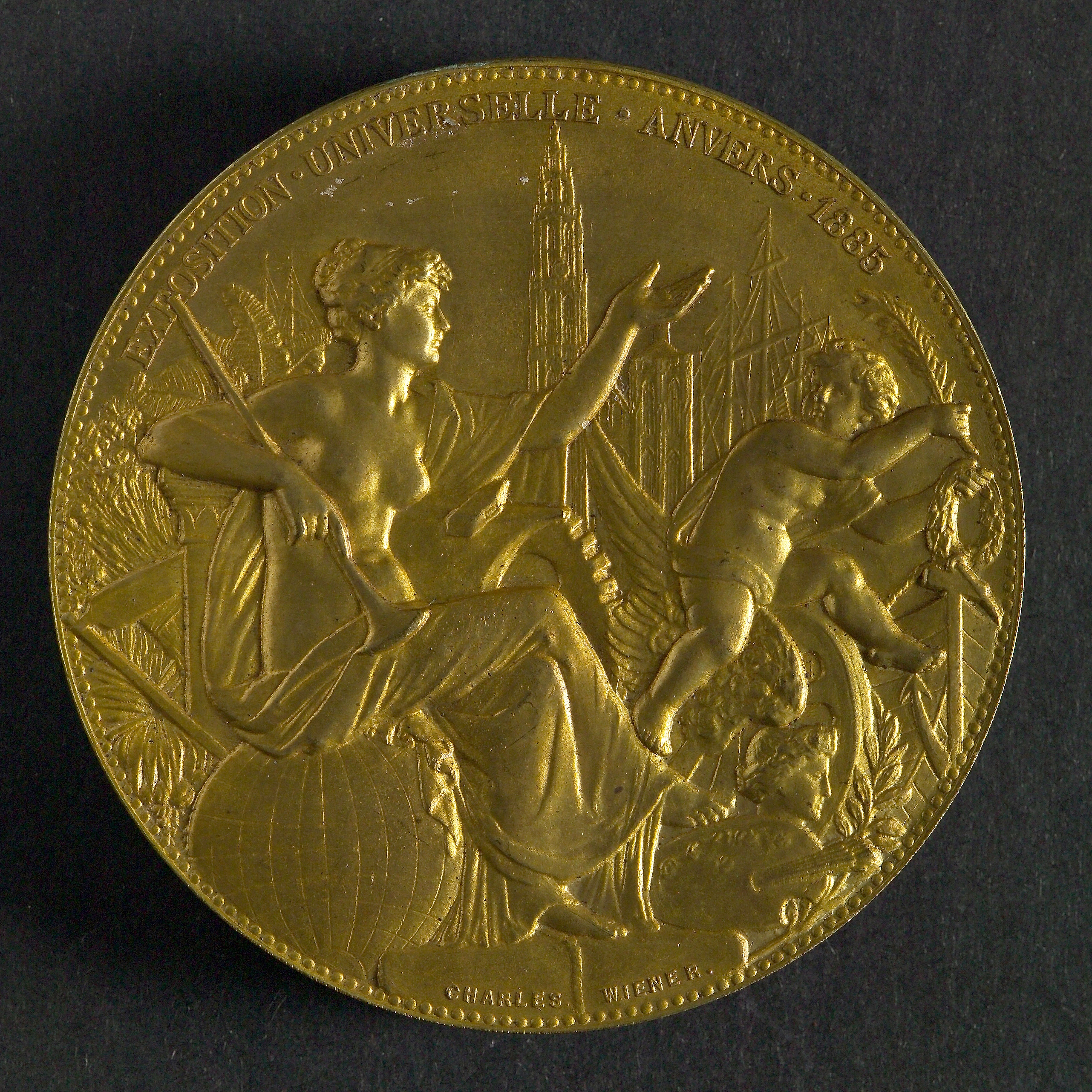
Wereldtentoonstelling Antwerpen (1885)

## Onderscheidingen
- Gouden Verdienstmedaille für Kunst und Wissenschaft van Württemberg (1861)
- Ridder in de Orde van de Eikenkroon (1862)
- Ridder in de Leopoldsorde (1880)